# Dasyhelea verticillata
Dasyhelea verticillata är en tvåvingeart som beskrevs av Jean-Jacques Kieffer 1925. Dasyhelea verticillata ingår i släktet Dasyhelea och familjen svidknott.
Artens utbredningsområde är Frankrike. Inga underarter finns listade i Catalogue of Life.